# Anhhór (törzsfő)
Anhhór (ˁnḫ-ḥr, „Hórusz él”) a líbiai libu törzs főnöke volt az ókori egyiptomi XXII. dinasztia vége felé, V. Sesonk uralkodása alatt.

## Élete
V. Sesonk 37. uralkodási évében (i. e. 731 körül), egy sztélén említik a törzs főnökeként. Valószínűleg Rudamon törzsfőt követte, akit ugyanezen fáraó 30. évében említenek. A 37. évre datált sztélét a szakkarai Szerapeumban találták; egyike annak a számos sztélének, melyek egy Ápisz-bika halálát örökítik meg. A sztélét Ptah egy papja, Paserienptah állíttatta V. Sesonk fáraó, Anhhór, valamint Anhhór fia, Hórbesz nevében. Ez arra utal, hogy a libu törzs főnökének hatalma ebben az időben egyre nőtt, már kiterjedt területükön, a Nílus-delta nyugati részén túlra is, egészen Memphiszig.
Anhhórt egy thébai sztélé is említi, erről kiderül, hogy felesége Tjanhebi úrnő volt, lányukat, Nebetnehutmehutot pedig Karnakba küldték, hogy Ámon énekesnője, valamint Ámon isteni feleségének, I. Sepenupetnek a szolgálója legyen. Nebetnehutmehut sírkamráját Sepenupet sírjában találták meg Medinet Habuban.
Anhhór uralmát nem mindenhol ismerték el. Már V. Sesonk 36. uralkodási évében, egy évvel a szerapeumi sztélé állítása előtt Tefnaht, Szaisz fejedelme – aki Anhhórral nem állt rokonságban – magának követelte a libu törzs főnöke címet, és követelését két évvel később, Sesonk 38. uralkodási évében is megismételte. Anhhór ezután eltűnik a feljegyésekből, Tefnaht pedig pár évvel később teljes fáraói titulatúrát vesz fel, és megalapítja a XXIV. dinasztiát.

## Fordítás
- Ez a szócikk részben vagy egészben  az   Ankhhor című angol Wikipédia-szócikk ezen változatának fordításán alapul.  Az eredeti cikk szerkesztőit annak laptörténete sorolja fel. Ez a jelzés csupán a megfogalmazás eredetét és a szerzői jogokat jelzi, nem szolgál a cikkben szereplő információk forrásmegjelöléseként.